# Kiah Melverton
Kiah Melverton (Southport (Queensland), 5 november 1996) is een Australische zwemster.

## Carrière
Bij haar internationale debuut, op de wereldkampioenschappen kortebaanzwemmen 2016 in Windsor, veroverde Melverton de bronzen medaille op de 800 meter vrije slag, daarnaast strandde ze in de series van de 400 meter vrije slag. Op de 4×200 meter vrije slag eindigde ze samen met Brittany Elmslie, Carla Buchanan en Ariarne Titmus op de vierde plaats.
Op de wereldkampioenschappen openwaterzwemmen 2017 in Boedapest eindigde de Australische als zevende op de 5 kilometer openwater.
Tijdens de Gemenebestspelen 2018 in Gold Coast behaalde ze de bronzen medaille op de 800 meter vrije slag. In Tokio nam Melverton deel aan de Pan-Pacifische kampioenschappen zwemmen 2018. Op dit toernooi sleepte ze de zilveren medaille in de wacht op de 1500 meter vrije slag, daarnaast eindigde ze als vierde op de 800 meter vrije slag en als negende op de 400 meter vrije slag.
Op de wereldkampioenschappen zwemmen 2019 in Gwangju eindigde de Australische als zevende op zowel de 800 als de 1500 meter vrije slag, op de 400 meter vrije slag werd ze uitgeschakeld in de series. Samen met Leah Neale, Madison Wilson en Brianna Throssell zwom ze in de series van de 4×200 meter vrije slag, in de finale legden Wilson en Throssell samen met Ariarne Titmus en Emma McKeon beslag op de wereldtitel. Voor haar aandeel in de series ontving Melverton eveneens de gouden medaille.

## Internationale toernooien
| Jaar | Olympische Spelen | WK langebaan                                                                       | WK kortebaan                                                 | PanPacs                                                    | Gemenebestspelen |
| ---- | ----------------- | ---------------------------------------------------------------------------------- | ------------------------------------------------------------ | ---------------------------------------------------------- | ---------------- |
| 2016 | geen deelname     |                                                                                    | 13e 400m vrije slag · 800m vrije slag · 4e 4×200m vrije slag |                                                            |                  |
| 2017 |                   | 7e 5 km openwater                                                                  |                                                              |                                                            |                  |
| 2018 |                   |                                                                                    | geen deelname                                                | 9e 400m vrije slag · 4e 800m vrije slag · 1500m vrije slag | 800m vrije slag  |
| 2019 |                   | 11e 400m vrije slag · 7e 800m vrije slag · 7e 1500m vrije slag · 4×200m vrije slag |                                                              |                                                            |                  |

## Persoonlijke records
Bijgewerkt tot en met 4 augustus 2019
Kortebaan
| Afstand          | Tijd     | Datum            | Plaats    |
| ---------------- | -------- | ---------------- | --------- |
| 200m vrije slag  | 01.58,82 | 28 oktober 2017  | Adelaide  |
| 400m vrije slag  | 04.04,82 | 27 november 2015 | Sydney    |
| 800m vrije slag  | 08.16,51 | 8 december 2016  | Windsor   |
| 1500m vrije slag | 16.17,00 | 27 oktober 2018  | Melbourne |

Langebaan
| Afstand          | Tijd     | Datum           | Plaats   |
| ---------------- | -------- | --------------- | -------- |
| 200m vrije slag  | 01.59,14 | 1 juli 2018     | Adelaide |
| 400m vrije slag  | 04.06,25 | 3 juli 2018     | Adelaide |
| 800m vrije slag  | 08.22,24 | 4 augustus 2019 | Tokio    |
| 1500m vrije slag | 15.58,09 | 9 april 2019    | Adelaide |